# Sellos de España en 2006
Los sellos de España en el año 2006 fueron puestos en circulación por la Sociedad Estatal Correos y Telégrafos de España (la impresión se realizó en la Fábrica Nacional de Moneda y Timbre). En total se emitieron 94 sellos postales (10 en hoja bloque), comprendidos en 55 series filatélicas de temáticas diversas.

## Descripción
| Fecha de emisión | Nombre de la serie o del sello (descripción) | Dimensiones (mm)           | Valor facial (en €) |
| ---------------- | --- | -------------------------- | ------------------- |
| 02.01            | «Juguetes» Carné de ocho sellos que reproducen juguetes antiguos de diversas colecciones o museos españoles 1) Marionetas | 35,0 × 24,5                | A                   |
| 02.01            | 2) Peonzas | 35,0 × 24,5                | A                   |
| 02.01            | 3) Coche de carreras | 35,0 × 24,5                | A                   |
| 02.01            | 4) Camión | 35,0 × 24,5                | A                   |
| 02.01            | 5) Muñeca | 35,0 × 24,5                | A                   |
| 02.01            | 6) Una caja con canicas | 35,0 × 24,5                | A                   |
| 02.01            | 7) Caballito y calesa | 35,0 × 24,5                | A                   |
| 02.01            | 8) Moto | 35,0 × 24,5                | A                   |
| 05.01            | «Serie básica» 1) La efigie del rey Juan Carlos I en color añil | 24,88 × 28,8               | 2,26                |
| 20.01            | «Flora y fauna» 1) Un clavel rojo (Dianthus caryophyllus) | 24,5 × 35                  | 0,28                |
| 27.01            | «Efemérides» 1) Calcografía de la fachada del Banco de España en Madrid con motivo de sus 150 años de historia | 28,8 × 40,9                | 0,78                |
| 31.01            | «Árboles monumentales» 1) El ciprés de la Anunciada en el convento que le da nombre, en la localidad de Villafranca del Bierzo (León) | 28,8 × 40,9                | 0,53                |
| 01.02            | «Flora y fauna» 1) Un gorrión (Passer domesticus) | 24,5 × 35                  | A                   |
| 01.02            | «Serie básica» 1) La efigie del rey Juan Carlos I en color marrón | 24,88 × 28,8               | 0,29                |
| 01.02            | 2) La efigie del rey Juan Carlos I en color rojo | 24,88 × 28,8               | 0,57                |
| 06.02            | «Naturaleza» 1) Ilustración alusiva a la desertificación en ocasión del establecimiento por la ONU del año 2006 como Año Internacional de los Desiertos y la Desertificación | 40,9 × 28,8                | 0,29                |
| 13.02            | «Serie básica» 1) La efigie del rey Juan Carlos I en color púrpura | 24,88 × 28,8               | 2,33                |
| 13.02            | 2) La efigie del rey Juan Carlos I en color verde grisáceo | 24,88 × 28,8               | 2,39                |
| 08.03            | «Efemérides - Voto y ciudadanía. 75º aniversario del voto de las mujeres en España» 1) Una foto antigua del Archivo General de la Administración del Estado (Alcalá de Henares) que muestra una de las primeras mujeres españolas que ejerció el derecho del voto en 1931 | 40,9 × 28,8                | 0,29                |
| 22.03            | «Deportes - Al filo de lo imposible» Seis sellos con motivos alusivos a algunos reportajes de la serie documental Al filo de lo imposible emitida desde 1982 en La 2 de TVE 1) Ciclismo de montaña | 28,8 × 40,9                | 0,29                |
| 22.03            | 2) Travesía por el desierto | 28,8 × 40,9                | 0,38                |
| 22.03            | 3) Caída en parapente | 28,8 × 40,9                | 0,41                |
| 22.03            | 4) Piragüismo en el mar | 28,8 × 40,9                | 0,57                |
| 22.03            | 5) Piragüismo en aguas bravas o rafting | 28,8 × 40,9                | 0,78                |
| 22.03            | 6) El descenso de barrancos | 28,8 × 40,9                | 2,39                |
| 01.04            | «Flora y fauna» 1) Un jilguero (Carduelis carduelis) | 24,5 × 35                  | 0,29                |
| 01.04            | 2) La planta ave del paraíso (Strelitzia reginae) | 24,5 × 35                  | 0,38                |
| 04.04            | «Valores cívicos» Cuatro sellos con motivos alusivos a diversos valores cívicos 1) Ahorro del agua | 28,8 × 40,9                | 0,29                |
| 04.04            | 2) Lucha contra la droga | 28,8 × 40,9                | 0,29                |
| 04.04            | 3) Inspección laboral | 40,9 × 28,8                | 0,38                |
| 04.04            | 4) Lucha contra el tráfico de personas | 40,9 × 28,8                | 0,57                |
| 20.04            | «Diarios centenarios» 1) Motivo alusivo al centenario de la fundación del periódico Diario de León | 28,8 × 40,9                | 0,41                |
| 20.04            | 2) Fotografía antigua de la plaza de la Leña en la ciudad de Pontevedra con motivo del 117.º aniversario de la fundación del periódico Diario de Pontevedra | 40,9 × 28,8                | 0,41                |
| 20.04            | 3) En ocasión del 134.º aniversario de la fundación del periódico Levante - El Mercantil Valenciano, el sello muestra el ejemplar del periódico | 40,9 × 28,8                | 0,41                |
| 20.04            | 4) En ocasión del 108.º aniversario de la fundación del periódico Diario de Ávila, el sello muestra un dibujo de dos lectores del periódico y una parte de la muralla de Ávila | 28,8 × 40,9                | 0,41                |
| 20.04            | 5) Motivo alusivo del 150.º aniversario de la fundación del periódico El Norte de Castilla de Valladolid | 28,8 × 40,9                | 0,41                |
| 24.04            | «Personajes» (HB) 1) Un retrato de Cristóbal Colón en ocasión del quinto centenario de su muerte En la hoja bloque se reproduce el mapamundi Summa de Cosmographia de Pedro de Medina. Ambas imágenes pertenecen a los fondos de la Biblioteca Nacional | 28,8 × 40,9 (105,6 × 79,2) | 2,39                |
| 27.04            | «Efemérides» 1) Reproducción de la talla de Nuestra Señora Santa María de los Remedios que se encuentra en el santuario anónimo cerca de la localidad de Fregenal de la Sierra (Badajoz), en conmemoración del centenario de su coronación | 28, 8 × 40,9               | 2,33                |
| 05.05            | «Exfilna 2006 – Algeciras» (HB) 1) La fachada de la Casa Consistorial con motivo de la XLIV Exposición Filatélica Nacional (Exfilna), celebrada en Algeciras La hoja bloque muestra una vista aérea de la ciudad y su puerto | 40,9 × 28,8 (105 × 78)     | 2,39                |
| 09.05            | «Centenarios» 1) Un correo a caballo con traje de época y de fondo el Monasterio de El Escorial, en ocasión del V centenario de la llegada de la familia Tassis a España, familia que estableció y organizó el correo en el Imperio Español | 40,9 × 28,9                | 0,29                |
| 17.05            | «Ciencia» 1) Motivo alusivo al Día de Internet en ocasión del establecimiento por la Cumbre Mundial sobre la Sociedad de la Información del 17 de mayo como Día Mundial de la Sociedad de la Información | 40,9 × 28,8                | 0,29                |
| 17.05            | 2) En ocasión del XXV Congreso Internacional de Matemáticos celebrado en Madrid entre el 22 y 30 de agosto de 2006, el sello reproduce el logotipo del evento y un fragmento del Códice Vigilano que muestra una versión primitiva de los números arábigos | 28, 8 × 40,9               | 0,57                |
| 23.05            | «Juventud y democracia» 1) Dibujo alusivo al centenario de las Juventudes Socialistas de España, que muestra el rostro de dos jóvenes y la estrella roja, símbolo del Socialismo | 40,9 × 28,8                | 0,78                |
| 29.05            | «Exposición Mundial de Filatelia España 2006 » 1) Cartel oficial de la Exposición Mundial de Filatelia España 2006 celebrada en Málaga del 7 al 13 de octubre, con el logotipo oficial de la exposición y los emblemas del Ministerio de Fomento, de Correos y del Ayuntamiento de Málaga | 40,9 × 28,8 (78 × 105)     | 0,78                |
| 05.06            | «Fiestas populares» 1) el cuadro del pintor Gaspar Montes Iturrioz alusivo a las fiestas de San Pedro y San Marcial que se celebran en Irún (Guipúzcoa) cada 30 de junio | 28,8 × 40,9                | 0,29                |
| 08.06            | «Arquitectura» 1) La Casa Batlló en Barcelona | 28,8 × 40,9                | 0,29                |
| 08.06            | 2) El Teatro Campos Elíseos de Bilbao | 28,8 × 40,9                | 0,57                |
| 08.06            | 3) El Vapor Aymerich, Amat i Jover en Tarrasa (Barcelona), actualmente un museo | 28,8 × 40,9                | 0,38                |
| 08.06            | 4) El Depósito de Aguas de Albacete, también conocido como Depósitos del Sol, actualmente una biblioteca | 28,8 × 40,9                | 0,41                |
| 08.06            | 5) El Auditorio Alfredo Kraus de Las Palmas de Gran Canaria | 40,9 × 28,8                | 0,78                |
| 08.06            | 6) La Estación de autobuses de Casar en Cáceres | 40,9 × 28,8                | 2,33                |
| 15.06            | «Personajes» 1) Diseño creado en homanaje al geógrafo y cartógrafo hispanomusulmán Al Idrisi, en el que se puede ver una reproducción de un mapamundi suyo incluido en el Libro de Roger | 28,8 × 40,9                | 0,78                |
| 05.07            | «Flora y fauna» 1) El verderón común (Carduelis chloris) | 24,5 × 35                  | 0,29                |
| 05.07            | 2) Un lirio morado (familia de las Iridáceas) | 24,5 × 35                  | 0,41                |
| 06.07            | «Arqueología» 1) El yacimiento arqueológico de Los Millares en la Almería | 28,8 × 40,9                | 0,29                |
| 06.07            | 2) Pinturas rupestres en el yacimiento arqueológico de La Alcudia cerca de la ciudad de Elche (Alicante) | 40,9 × 28,8                | 0,57                |
| 06.07            | 3) La figura de bronce del Guerrero de Mogente hallada en el yacimiento de Bastida de les Alcuses (provincia de Valencia) | 28,8 × 40,9                | 0,78                |
| 06.07            | «Fiestas populares » 1) Las Carreras de caballos de Sanlúcar en la localidad de Sanlúcar de Barrameda (Cádiz) | 40,9 × 28,8                | 2,33                |
| 13.07            | «Ciencias de la Tierra y del Universo» 1) Diseño alusivo a la Vulcanología, que muestra un volcán en erupción, un modelo de la Tierra mostrando las capas terrestres y un sismograma | 40,9 × 28,8                | 0,29                |
| 13.07            | 2) Diseño alusivo a la Cartografía, que muestra parte de un mapa de España y una lupa que amplifica la zona de la ciudad de Toledo | 40,9 × 28,8                | 0,29                |
| 20.07            | «Centenarios» 1) Motivo alusivo al VII centenario del Mercado de Benavides en la localidad de Benavides de Órbigo, (León) | 40,9 × 28,8                | 0,38                |
| 20.07            | 2) En homenaje al primer centenario del Canal de Aragón y Cataluña, canal de riego y de servicio industrial, se ilustra el sifón del río Sosa | 40,9 × 28,8                | 0,38                |
| 01.09            | «Efemérides» 1) Diseño alusivo a la conmemoración del 20º aniversario del establecimiento de relaciones diplomáticas entre España e Israel, que reproduce un capitel del siglo XIII conservado en el Museo de Mallorca y el Santuario del Libro que pertenece al Museo de Israel (Jerusalén) | 40,9 × 28,8                | 0,78                |
| 08.09            | «Castillos» 1) El Castillo de Baños de la Encina en la localidad homónima (provincia de Jaén), una fortaleza omeya del siglo X | 40,9 × 28,8                | 0,29                |
| 08.09            | 2) El Castillo de Montgrí en Torroella de Montgrí (Gerona), una fortaleza del siglo XIV | 40,9 × 28,8                | 2,39                |
| 12.09            | «Europa 2006» Serie anual a cargo de PostEurop, ese año bajo el tema La integración de los discapacitados en la sociedad 1) Motivo alusivo a la integración de los invidentes en la sociedad, que muestra una mano utilizando un teléfono en cuyas teclas contienen los números en el sistema braille | 28,8 × 40.9                | 0,29                |
| 12.09            | 2) Motivo alusivo a la integración de los sordos en la sociedad, que muestra un par de manos practicando el lenguaje de señas | 28,8 × 40.9                | 0,57                |
| 14.09            | «Puentes ibéricos» 1) El Puente Internacional de Ayamonte que cruza el río Guadiana, uniendo las localidades de Castromarín en el distrito de Faro (Portugal) y Ayamonte en la provincia de Huelva (España) | 74,7 × 28,8                | 0,29                |
| 14.09            | 2) El puente de Alcántara que cruza el río Tajo en la localidad de Alcántara (Cáceres); un puente romano en arco | 74,7 × 28,8                | 0,57                |
| 21.09            | «Fiestas populares» 1) Las fiestas de la Vendimia Riojana o Fiestas de San Mateo en Logroño (La Rioja) celebradas cada 21 de septiembre | 40,9 × 28,8                | 0,29                |
| 25.09            | «Deportes» 1) Motivo alusivo al centenario del Real Club Deportivo de La Coruña en los colores del equipo: azul y blanco | 40,9 × 28,8                | 0,57                |
| 02.10            | «Deportes - Campeones del mundo de baloncesto 2006» (HB) 1) El sello muestra una canasta de baloncesto cuya red muestra los colores de la bandera de España La hoja bloque muestra una fotografía de los doce integrantes de la selección española de baloncesto de 2006 con el entrenador, Pepu Hernández, celebrando la medalla de oro obtenida en el Campeonato Mundial de Baloncesto de 2006 en Japón                                                                               | 40,9 × 28,8 (105,6 × 79,2) | 0,29                |
| 04.10            | «Flora y fauna» 1) La flor de Pascua (Euphorbia pulcherrima) | 24,5 × 35                  | 0,29                |
| 04.10            | 2) La golondrina (Hirundo rustica) | 24,5 × 35                  | 0,29                |
| 08.10            | «Exposición Mundial de Filatelia España 06 - La moda» (HB) Siete hojas bloque con temática diferente en ocasiuón de la Exposición Mundial de Filatelia España 2006 celebrada en Málaga del 7 al 13 de octubre; cada una porta el logotipo oficial de la exposición 1) El sello reproduce el logotipo de la firma de moda Victorio & Lucchino La hoja bloque muestra una fotografía de los creadores de la firma, los andaluces José Víctor Rodríguez Caro y José Luis Medina del Corral | 40,9 × 28,8 (105 × 78)     | 2,33                |
| 09.10            | «Exposición Mundial de Filatelia España 06 – El cine» (HB) 1) La hoja bloque muestra las imágenes de los actores Alfredo Landa, Concha Velasco y Belén Rueda En el sello se ve un sombrero de hongo sujetado por una mano y el nombre de estos tres actores | 28,8 × 40,9 (105 × 78)     | 2,33                |
| 10.10            | «Exposición Mundial de Filatelia España 06 – La música I» (HB) 1) La hoja bloque muestra las imágenes de la cantante Ana Belén, el cantautor Víctor Manuel y el cantante de rock Miguel Ríos En el sello se ve un dibujo de una persona tocando la guitarra y el nombre de estos tres cantantes | 28,8 × 40,9 (105 × 78)     | 2,33                |
| 10.10            | «Exposición Mundial de Filatelia España 06 – La música II» (HB) 1) En el sello se ve un pentagrama con una notas musicales La hoja bloque muestra una fotografía con los cuatro integrantes del grupo de pop-rock El Canto del Loco | 40,9 × 28,8 (105 × 78)     | 2,33                |
| 11.10            | «Exposición Mundial de Filatelia España 06 - » (HB) 1) La hoja bloque muestra las imágenes de la bailaora de flamenco Cristina Hoyos y el cantaor José Mercé En el sello se ve una mano enfundada en un guante color magenta y sosteniendo los hilos de un mantón de Manila, así como el nombre de estos dos artistas | 40,9 × 28,8 (105 × 78)     | 2,33                |
| 12.10            | «Exposición Mundial de Filatelia España 06 – El deporte» (HB) 1) En el sello se ve un balón de baloncesto y una raqueta de tenis La hoja bloque muestra las imágenes de la estrella del baloncesto Pau Gasol y del tenista Rafael Nadal en acción | 28,8 × 40,9 (105 × 78)     | 2,33                |
| 13.10            | «Exposición Mundial de Filatelia España 06 – El arte» (HB) 1) El sello reproduce una imagen del artista malagueño Pablo Picasso La hoja bloque muestra parte del interior del Museo Picasso Málaga | 40,9 × 28,8 (105 × 78)     | 2,33                |
| 14.10            | «UPAEP 2006» 1) Una ilustración que muestra un bus ecológico, un panel solar y un par de aerogeneradores, es el diseño elegido por España para la emisión conjunta de la UPAEP de ese año bajo el tema "Ahorro de energía" | 40,9 × 28,8                | 0,78                |
| 25.10            | «Día del Sello» 1) Motivo alusivo al 250.º aniversario del nombramiento de los primeros carteros en España | 40,9 × 28,8                | 0,29                |
| 27.10            | «Personajes» 1) Un retrato del político vasco Ramón Rubial en ocasión del centenario de su nacimiento | 28,8 × 40,9                | 0,57                |
| 02.11            | «Navidad 2006» 1) La escultura Adoración de los pastores ubicada en la sala capitular de la Catedral de Cuenca | 40,9 × 28,8                | 0,29                |
| 02.11            | 2) La pintura Entrañable Navidad de la pintora madrileña Belén Elorrieta Jové | 28,8 × 40,9                | 0,57                |
| 03.11            | «Vidrieras» 1) Fragmento de la vidriera de la Escuela Técnica Superior de Arquitectura de la Universidad Politécnica de Madrid | 28,8 × 40,9 (105,6 × 79,2) | 2,39                |
| 07.11            | «Centenarios» 1) Retrato del santo Francisco de Javier, y como fondo un kakemono japonés del siglo XIX que representa la llegada del santo a Kagoshima, en ocasión del quinto centenario de su nacimiento | 40,9 × 28,8                | 0,29                |
| 08.11            | «Efemérides» 1) Diseño alusivo a los 50 años del servicio de televisión en España, que muestra cuatro ilustraciones: un televisor de los años 60, una cámara de televisión, una antena transmisora y una antena receptora | 40,9 × 28,8                | 0,29                |
| 09.11            | «Diarios centenarios» 1) Motivo alusivo al 125.º aniversario de la fundación del periódico La Vanguardia de Barcelona, que muestra una pila de periódicos | 28,8 × 40,9                | 0,29                |
| 23.11            | «Personajes» 1) Retrato de Pío Baroja, escritor perteneciente a la llamada Generación del 98, en ocasión del 50.º aniversario de su fallecimiento | 28,8 × 40,9                | 0,29                |
| 23.11            | «Efemérides» 1) El actual escudo de España con motivo del 25.º aniversario de su implantación | 28,8 × 40,9                | 0,29                |
| 30.11            | «2006 - Año de la Memoria Histórica» Dos diseños para celebrar el Año de la Memoria Histórica 1) Una paloma blanca sobre una bandera española sin escudo | 40,9 × 28,8                | 0,29                |
| 30.11            | 2) La silueta de un padre mostrando a su hijo un paisaje de la sierra en el que sobresale un arcoíris | 40,9 × 28,8                | 0,29                |